# Aphonopelma apacheum
Aphonopelma apacheum é uma espécie de aranha pertencente à família Theraphosidae (tarântulas).